# Ksienija Kaczalina
Ksienija Michajłowna Kaczalina, ros. Ксения Михайловна Качалина (ur. 3 maja 1971 w Saratowie) – rosyjska aktorka.
Ksienija Kaczalina rozpoczęła karierę aktorską w 1991 roku. Znana z roli Wielkiej Księżnej Tatiany Nikołajewny Romanowej w filmie Carska rodzina Romanowów (2000) Gleba Panfiłowa. Była żona aktora Michaiła Jefremowa.

## Wybrana filmografia
- 2006: W krugie pierwom jako żona Potałowa
- 2004: Bogini. Historia mojej miłości jako Garbata Kławdia
- 2000: Carska rodzina Romanowów jako Wielka Księżna Tatiana Nikołajewna Romanowa
- 1999: Duch jako Natasza
- 1998: Cyrk sgorieł i kłouny razbieżaliś jako Alia
- 1993: Dzika miłość